# 横浜市立鶴見工業高等学校
横浜市立鶴見工業高等学校（よこはましりつつるみこうぎょうこうとうがっこう）は、神奈川県横浜市鶴見区に存在した全日制の市立工業高等学校である。

## 概要
全日制の課程で7学科を有し、いずれの学科も1学科あたり学年1クラス体制となっていた（電気系1年を除く）。男子生徒の数が圧倒的に多いが、男女共学である。「鶴工」と略されることが多い。英語表記は Tsurumi Industrial High School である。
定時制は2006年4月1日をもって閉課程。2009年、横浜市立横浜サイエンスフロンティア高等学校の開校に伴い募集停止。2011年3月31日をもって閉校となった。サイエンスフロンティア高校内に同窓会コーナーが設けられている。

## 沿革
- 1936年
  - 3月12日 - 横浜市立鶴見工業実習学校設立認可。
  - 4月13日 - 鶴見区下野谷尋常高等小学校において第1回入学式挙行。
  - 10月20日 - 鶴見区下野谷4-146（現在地）に新校舎落成。これにより、10月20日を開校記念日と定める。
- 1940年4月1日 - 横浜市立鶴見工業学校と改称。
- 1948年4月1日 - 横浜市立鶴見工業高等学校と改称。
- 1950年4月1日 - 男女共学化、普通科設置。潮田分校、大綱分校を設置。
- 1954年4月1日 - 普通科募集停止。神奈川県立鶴見高等学校に移管。
- 1956年4月1日 - 普通科および分校廃止。
- 1958年4月1日 - 電気通信科設置。
- 1963年4月1日 - 電気通信科、建設科募集停止。電子科、建築科、土木科設置。
- 1979年4月1日 - 設備工業科設置。
- 2006年5月17日 - 修学旅行のため沖縄県波照間島にて遊泳禁止の海に入った本校の生徒3人のうち1名が死亡、1名が行方不明（後に死亡認定）となる事故が発生。
- 2009年4月1日 - 募集停止。
- 2011年3月31日 - 閉校。

## 最寄り駅
- JR鶴見線 鶴見小野駅 徒歩2分

鶴見臨港鉄道が国有化される前は工業学校前停留場として営業していた。

## 部活動
野球部が1954年（昭和29年）夏に甲子園に出場している。以後、甲子園にこそ手は届かないものの、公立ながら夏の県大会で度々上位進出をしている。

## 主な関係者

### 出身者
- 黒田勉（元プロ野球選手、近鉄バファローズ）
- 井坂興（元プロ野球選手、読売ジャイアンツ）
- 青木秀夫（元プロ野球選手、大洋ホエールズ）
- 二階堂健男 (労働運動家、全日本水道労働組合執行委員長)

### 教職員
- 梶山季之（小説家、ジャーナリスト）※本校国語教師を務めた
- 津上忠（劇作家、演出家）※同上